# Falchi della Patria

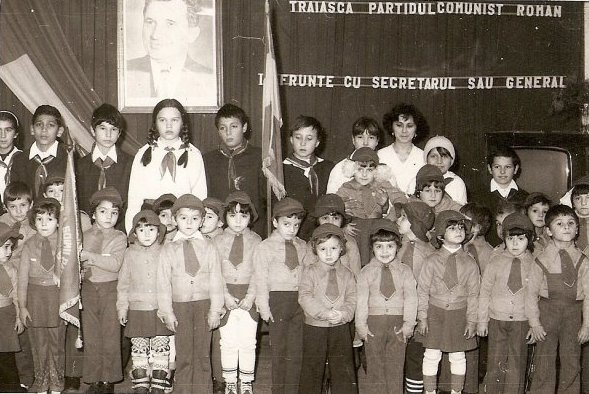
Cerimonia coi Falchi della patria

I Falchi della Patria (in romeno Șoimii Patriei) erano un'organizzazione fondata dal Partito Comunista Rumeno nel 1976 per i bambini dai 4 ai 7 anni.
L'obbiettivo era il contribuire alla crescita morale dei bambini, insegnare l'amore verso la patria, il popolo e il partito. Le attività erano gestite dall'Organizzazione dei Pionieri. È stata l'unica organizzazione di questo tipo tra i paesi del blocco comunista
L'ingresso dei bambini avveniva nei giorni festivi in una cerimonia di fronte ai genitori e ai membri locali del partito. I membri dei Pionieri (di qualche anno più grandi) li tenevano per mano.

## Uniformi
Per le attività, i membri avevano le seguenti uniformi:

### Bambine
- Gonna azzurra (pantaloni azzurri)
- Camicetta arancione con spalline
- Maglia rossa con tricolore
- Cappello azzurro
- Calze bianche

### Bambini
- Pantaloni azzurri (lunghi e corti)
- Camicetta arancione con spalline
- Maglia rossa con tricolore
- Cappuccio azzurro
- Calze bianche